# ニュートンの円盤

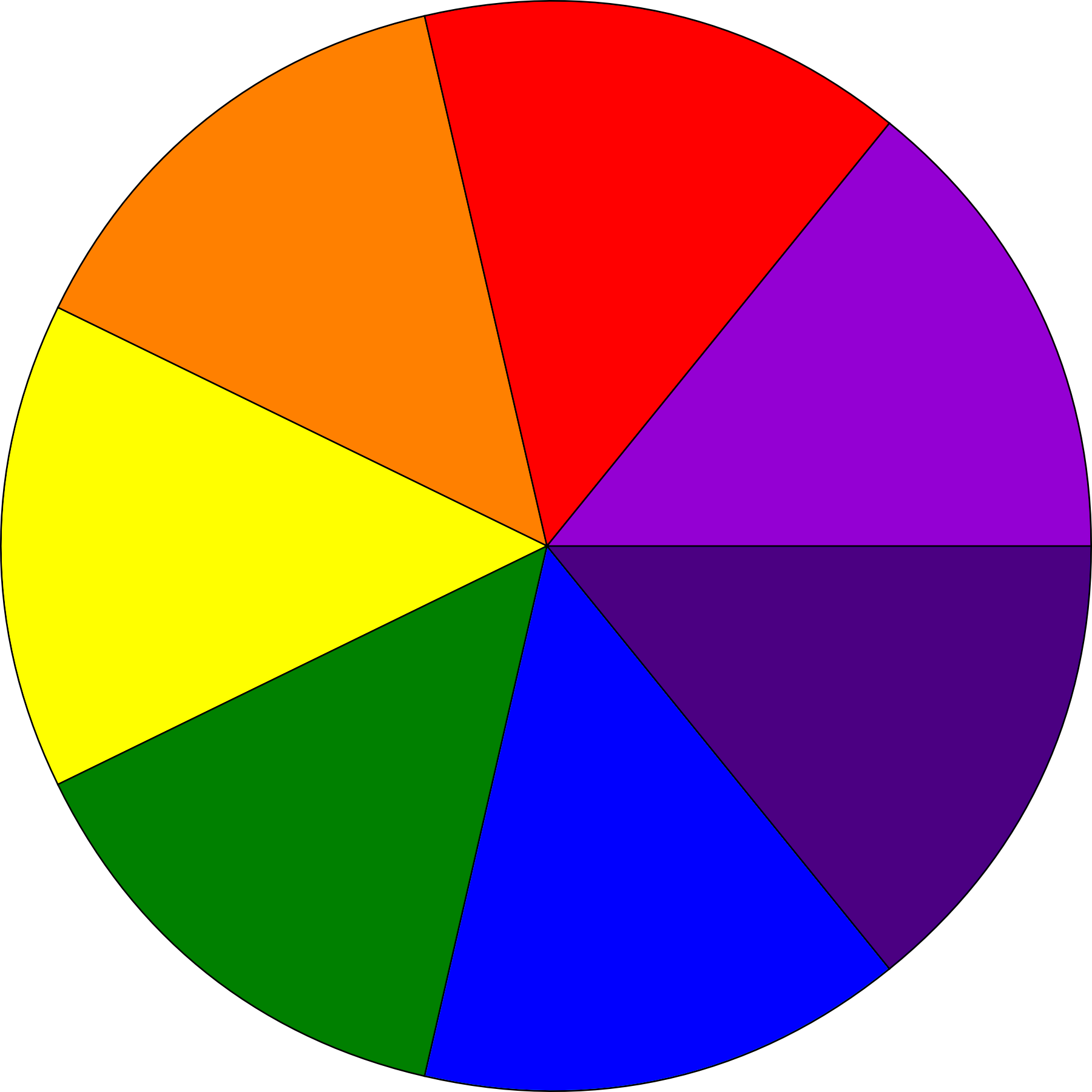
円盤を中心で7区分し着色したもの。

ニュートンの円盤（ニュートンのえんばん、英: Newton disc）は、アイザック・ニュートンが考案した、7色で塗り分けた円盤のことである。この円盤は高速で回転しているときに限って白色に見える。
これによってアイザック・ニュートンは、白色光が虹で見られる7色の組み合わせから成ることを実証した。ニュートンの円盤は異なった7色で円盤を着色することで作ることができる。また、光の三原色である、赤・緑・青だけでも同様の効果を得ることができ、これらは残像効果によって生じる。この発見は、光は無色などではなく、混ざりあうことで白色へと薄れていき、それが人間には無色に見えるのだと示すこととなり、白色光が全ての可視光線から構成されることを証明された。
円盤の中心に棒を刺し、独楽にしたものもあり、日本ではニュートンの7色独楽などと呼ばれている。